# Некшешти (Алба)
Некшешти (рум. Necșești) насеље је у Румунији у округу Алба у општини Ваду Моцилор. Општина се налази на надморској висини од 586 m.

## Становништво
Према подацима из 2002. године у насељу је живело 202 становника, од којих су сви румунске националности.